# Cyberattaque contre le Service Public de Wallonie (2025)
La cyberattaque contre le Service Public de Wallonie (SPW) est une cyberattaque de grande ampleur identifiée le 17 avril 2025. En concertation avec le Centre pour la Cybersécurité Belgique, l'ensemble des plateformes numériques et services informatiques internes et externes du Service public de Wallonie sont coupés à partir de cette date puis progressivement réintroduit. Selon RTL Info, des « sources fiables » indiquent que des adresses IP reliées à la Russie sont identifiées et que les fuites de données ciblent des informations relatives aux exportations d'armes. Si le Parquet fédéral se saisit de l'enquête le 25 avril et juge celle-ci critique, aucun commentaire n'est fait pour confirmer ou infirmer les informations relayées dans les médias sur l'origine potentielle. 

## Déroulement
Une attaque informatique de grande ampleur menée contre le système informatique du SPW identifiée le 17 avril 2025. La décision est prise en concertation avec le Centre pour la Cybersécurité Belgique de couper l'ensemble des connexions internet utilisées au sein de l'administration wallonne ainsi que de l'ensemble des plateformes et services en lignes. Une cellule de crise est mise en place afin de lister les urgences,. La crainte de fuites des données confidentielles est le principal motif, cependant aucun indice ne permet au 18 avril de confirmer que celles-ci soient alors compromises.
Dès le 18 avril 2025, Microsoft est mandaté par le Gouvernement wallon « afin de mettre ses experts en cyberattaque en soutien des équipes de l'administration ». La tâche concerne 10.000 ordinateurs, des milliers de serveurs, plus de 800 applications et mobilise une centaine de personnes. Le 22 avril 2025, un plan de continuité des services est mis en place afin de pouvoir assurer le suivi administratifs des dossiers. Le gouvernement wallon porte également plainte,. Cependant, la reprise numérique du service s'annonce lente et progressive. En conséquence, les délais de plusieurs procédures administratives sont prolongés de 60 jours afin de garantir que les citoyens et administration de pouvoir exercer leurs droits, obligations et missions,. Les communications du SPW circulent alors essentiellement via les réseaux sociaux et certaines démarches initialement numériques reviennent aux formulaires papiers.
Le 22 avril 2025 RTL Info révèle que des adresses IP reliées à la Russie seraient impliquées dans la cyberattaque et souligne une problématique administrative et légale qui freine la lutte du gouvernement. En effet, l'absence d'un directeur digital ne permet pas aux équipes d'experts de Microsoft d'intervenir efficacement. La vacance du poste trouve racine dans une réglementation du précédent gouvernement soumettant la fonction à l'obligation de posséder un certificat de management public. Le gouvernement Dolimont envisage de supprimer cette obligation afin de faciliter le recrutement.
Toujours selon RTL Info, les fuites de données auraient concerné en priorité des données liées aux licences d'exportation des armes notamment issus des groupes FN Herstal et John Cockerill. Ces informations sont « hautement confidentielles ». Les experts indiquent toutefois que l'origine russe peut être un paravent servant à brouiller les pistes. 
Le 25 avril 2025, le Parquet fédéral se saisit du dossier au regard du caractère critique de l'intrusion informatique. Cependant, il ne fournit aucun commentaire relatif aux informations relayées dans les médias sur l'origine potentielle et les fuites de données ciblées. C'est également à cette date que le SPW prévoit un budget de 10 millions d'euros pour renforcer la cybersécurité.
Le 2 mai 2025, la plupart des sites sont toujours inaccessibles. Dans un article de RTL Info, un expert judiciaire estime que cette durée est « le reflet de la préparation de l'organisme face aux cyberattaques », pointant des investissements passés insuffisants dans la cybersécurité. Ce constat de carence en matière de sécurisation des systèmes est partagé par d'autres médias.
Le 6 mai 2025, une première vague d'outils informatiques est restaurée et une deuxième vague est prévue la semaine suivante.
Le 12 mai 2025, Adrien Dolimont donne des explications au Parlement wallon indiquant que l'objectif de l'attaque reste encore à ce jour inconnu et qu'il n'y a pas de trace d'exfiltration massive de données : « Aucun service n'a été mis hors d'état. Et seuls 30 serveurs - sur 3000 -  ont été visités et isolés directement ». Jacqueline Galant pointe quant à elle l'absence de responsable à la tête du SPW Digital mais estime que sa présence « n'aurait en aucune manière empêché la cyberattaque ».

## Conséquences
La cyberattaque fait d'abord office de « mise en garde » suscitant plusieurs appels à la vigilance sur les données privées à l'attention des citoyens.
L'inaccessibilité des plateformes numériques et services informatiques a des conséquences internes et externes. Les services sont d'abord très impactés mais restent opérationnels hors ligne. Des procédures sont prolongées afin de garantir la continuité de leur traitement. Celles-ci concernent surtout des procédures en urbanisme, en marchés publics ainsi que diverses primes. Cependant, malgré cela, les conséquences impactent les différents services urbanistiques des communes, bloquant l'octroi de permis de bâtir ou d'urbanisme et l'avancement des projets locaux. 